# 2014-es európai parlamenti választás Romániában

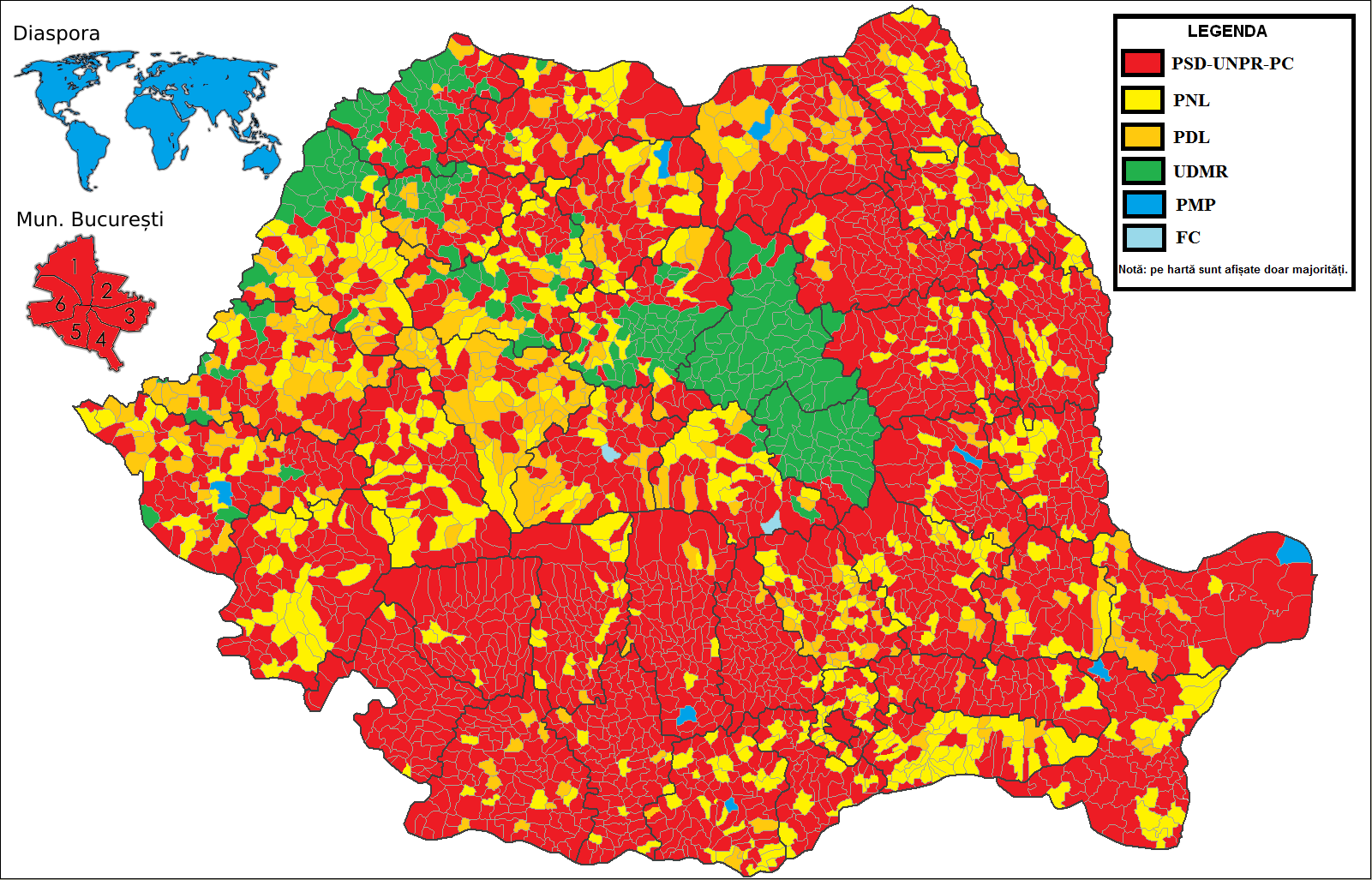

2014-ben európai parlamenti (EP) választásokat tartanak az Európai Unió (EU) minden tagállamában. Romániában 2014. május 25-én kerül rá sor.
A választás hivatalos jelmondata: „Vedd észre. Tégy érte. Légy része.”

## Választási rendszer
A választáson pártok, pártszövetségek és természetes személyek indulhatnak. A jelölteknek legalább 25 éveseknek kell lenniük. Az induláshoz 200 ezer támogató aláírást kell összegyűjteni. Az egész ország területe egyetlen választókerületnek számít, a bejutási küszöb 5%. A független jelölteknek az egy képviselői helyhez szükséges szavazatszámot kell elérniük a bejutáshoz.
Románia mandátumainak száma – Horvátország 2013-as EU-csatlakozása és a lisszaboni szerződésben a képviselők számára meghatározott felső korlát miatt – az Európai Tanács 2013. június 28-i határozata alapján 33-ról 32-re csökkent.
A szavazást a Központi Választási Iroda (románul Biroul Electoral Central, BEC) rendezi.

## Induló pártok, szervezetek, személyek
Összesen 15 párt és 11 független személy jelezte részvételi szándékát a 2014. március 26-i határidőig.
| Indulási szándékukat bejelentett pártok és személyek |
| --- |
| Pártok, pártszövetségek 1. A Szociáldemokrata Párt (Partidul Social Democrat, PSD), az Országos Szövetség Románia Haladásáért (Uniunea Naţională pentru Progresul României, UNPR) és a Konzervatív Párt (Partidul Conservator, PC) választási szövetsége 2. Demokrata Liberális Párt (Partidul Democrat Liberal, PD-L) 3. Nemzeti Liberális Párt (Partidul Național Liberal, PNL) 4. Romániai Magyar Demokrata Szövetség (RMDSZ) 5. Népi Mozgalom Párt (Partidul Mișcarea Populară, PMP) 6. Új Köztársaság Párt (Partidul Noua Republică, PNR) 7. Kereszténydemokrata Nemzeti Parasztpárt (Partidul Național Țărănesc Creștin Democrat, PNȚCD) 8. Dan Diaconescu Néppártja (Partidul Poporului – Dan Diaconescu, PP-DD) 9. Társadalmi Igazságosság Párt (Partidul Dreptății Sociale, PDS) 10. Román Ökologista Párt (Partidul Ecologist Român, PER) 11. Országos Gazdaszövetség (Alianța Națională a Agricultorilor, ANA) 12. Polgári Erő (Forța Civică, FC) 13. Szocialista Alternatíva (Alternativa Socialistă, AS) 14. Zöld Párt (Partidul Verde, PV) 15. Nagy Románia Párt (Partidul România Mare, PRM) – kettő listát nyújtott be: 1. Corneliu Vadim Tudor listája 2. Gheorghe Funar listája (elutasították) Független jelöltek 1. Georgiana Corina Ungureanu 2. Filip Constantin Tițian 3. Adrian Toader 4. Dănuț Liga 5. Vasile Iustuc 6. Nicolae Toteanu 7. Paul Purea 8. Iulian Pericle Capsali 9. Peter Costea 10. Mircea Diaconu 11. Valentin Eugen Dăeanu |

Végül 15 párt és 8 független jelölt indulhatott (a szavazólapon szereplő sorrendben):

### Pártok, pártszövetségek
1. Dan Diaconescu Néppártja (Partidul Poporului – Dan Diaconescu, PP-DD)
2. Polgári Erő (Forța Civică, FC)
3. Népi Mozgalom Párt (Partidul Mișcarea Populară, PMP)
4. A Szociáldemokrata Párt (Partidul Social Democrat, PSD), az Országos Szövetség Románia Haladásáért (Uniunea Naţională pentru Progresul României, UNPR) és a Konzervatív Párt (Partidul Conservator, PC) választási szövetsége (Alianța Electorală PSD-UNPR-PC)
5. Kereszténydemokrata Nemzeti Parasztpárt (Partidul Național Țărănesc Creștin Democrat, PNȚCD)
6. Romániai Magyar Demokrata Szövetség (RMDSZ)
7. Nemzeti Liberális Párt (Partidul Național Liberal, PNL)
8. Demokrata Liberális Párt (Partidul Democrat Liberal, PD-L)
9. Nagy Románia Párt (Partidul România Mare, PRM)
10. Új Köztársaság Párt (Partidul Noua Republică, PNR)
11. Román Ökologista Párt (Partidul Ecologist Român, PER)
12. Zöld Párt (Partidul Verde, PV)
13. Szocialista Alternatíva (Alternativa Socialistă, AS)
14. Országos Gazdaszövetség (Alianța Națională a Agricultorilor, ANA)
15. Társadalmi Igazságosság Pártja (Partidul Dreptății Sociale, PDS)

### Független jelöltek
1. Georgiana Corina Ungureanu
2. Filip Constantin Tițian
3. Dănuț Liga
4. Paul Purea
5. Iulian Pericle Capsali
6. Peter Costea
7. Mircea Diaconu
8. Valentin Eugen Dăeanu

## Jelöltek
| RMDSZ                                                                              |
| ---------------------------------------------------------------------------------- |
| 1. Winkler Gyula 2. Sógor Csaba 3. Vincze Loránt 4. Hegedüs Csilla 5. Antal Lóránt |

## Kampány
A szavazást megelőző kampány április 25-én kezdődik.

## Előzetes mandátumbecslések
| Dátum                | Cég  | Párt        | Párt | Párt | Párt | Párt  | Párt  |
| Dátum                | Cég  | PSD–UNPR–PC | PNL  | PD-L | PMP  | RMDSZ | PP-DD |
| -------------------- | ---- | ----------- | ---- | ---- | ---- | ----- | ----- |
| 2014. április 23-26. | CSCI | 16          | 6    | 4    | 3    | 2     | 1     |

## Eredmények
| Dátum           | Cég | Párt        | Párt | Párt | Párt  | Párt | Párt           |
| Dátum           | Cég | PSD–UNPR–PC | PNL  | PD-L | RMDSZ | PMP  | Mircea Diaconu |
| --------------- | --- | ----------- | ---- | ---- | ----- | ---- | -------------- |
| 2014. május 25. | BEC | 16          | 6    | 5    | 2     | 2    | 1              |

## Érdekességek
- Az Erdélyi Magyar Néppárt (EMNP) nem indult a választáson. A szervezethez kötődő Tőkés László a Fidesz–KDNP listáján Magyarországon száll versenybe az európai parlamenti mandátumért.
- Az európai parlamenti választásokkal egyidejűleg tíz – három szenátori és hét képviselői – választókerületben tartanak időközi parlamenti választást.[7]

## Lásd még
- 2009-es európai parlamenti választás Romániában

## Külső hivatkozások
- A 2014-es európai parlamenti választás az Európai Unió honlapján Archiválva 2014. április 7-i dátummal a Wayback Machine-ben (románul)
- A Központi Választási Iroda EP-választási honlapja (románul)
- Ők képviselnék Romániát az Európai Parlamentben Archiválva 2014. április 8-i dátummal a Wayback Machine-ben – Új Magyar Szó, 2014. április 3.